# Chasing Through Europe
Chasing Through Europe is een Amerikaanse dramafilm uit 1929 onder regie van David Butler en Alfred L. Werker. Destijds werd de film in Nederland uitgebracht onder de titel Hij, zij en de camera.

## Verhaal
De verslaggever Dick Stallings reist met zijn camera de wereld rond op zoek naar het laatste nieuws. Tijdens zijn reizen maakt hij kennis met Linda Terry. Zij is verloofd met een man waar ze in feite niet van houdt. Samen met Dick zoekt ze een manier om onder het huwelijk uit te komen. 

## Rolverdeling
| Acteur                 | Personage       |
| ---------------------- | --------------- |
| Sue Carol              | Linda Terry     |
| Nick Stuart            | Dick Stallings  |
| Gustav von Seyffertitz | Phineas Merrill |
| Gavin Gordon           | Don Merrill     |
| E. Alyn Warren         | Louise Herriot  |